# Moral de Hornuez
Moral de Hornuez – gmina w Hiszpanii, w prowincji Segowia, w Kastylii i León, o powierzchni 32,5 km². W 2011 roku gmina liczyła 82 mieszkańców.